# Macromitrium clemensiae
Macromitrium clemensiae là một loài rêu trong họ Orthotrichaceae. Loài này được E.B. Bartram mô tả khoa học đầu tiên năm 1936.